# Ivan Maziero
Ivan Bruno Maziero, conhecido como Macarrão (Joaçaba, 1 de junho de 1969) é um handebolista brasileiro, que atuava na posição de armador central. Nos anos de 2011 e 2012, foi treinador das equipes de handebol masculino e feminino da Medicina Puccamp. Saiu do time após um desafeto com o goleiro.

## Trajetória esportiva
Seus irmãos jogavam futebol e tentaram levá-lo para a modalidade, mas não tiveram sucesso. Praticou atletismo, ciclismo, voleibol, basquete e tênis, mas acabou se dedicando ao handebol quando assistiu a seleção brasileira realizar um jogo amistoso em sua cidade, em 1986. Estudava de manhã no Senai, trabalhava à tarde na Perdigão e, à noite, fazia o colégio regular, por isso treinava com a equipe adulta, do técnico Marcílio Bueno.
Em 1990 jogou em Florianópolis, onde ganhou uma bolsa de estudos.  Em 1991 entrou na faculdade de educação física, em Blumenau, e passou a jogar pelo time da cidade.  Nesse mesmo ano participou dos Jogos Pan-Americanos de Havana, e foi medalhista de prata.
Em 1992 fez parte da primeira seleção brasileira que disputou os Jogos Olímpicos, nas Olimpíadas de Barcelona.  Em 1995, Participou dos Jogos Pan-Americanos de 1995, em Mar del Plata e, novamente, conquistou a medalha de prata.
Em 1996 transferiu-se para a Metodista, de São Bernardo do Campo, em São Paulo. Na Metodista, além de atleta, foi professor universitário e técnico das equipes de base.  No mesmo ano, atuou na Olimpíada de Atlanta.
Em 1999, ganhou mais uma medalha de prata, nos Jogos Pan-Americanos de Winnipeg. Foi aos Jogos Olímpicos de 2004, em Atenas.
Em 2006 saiu da Metodista e conciliou a carreira de atleta com a de técnico.  Atualmente é técnico da seleção brasileira juvenil de handebol.  Ainda participa dos Jogos Abertos de Santa Catarina, pelo time da cidade de Joaçaba, para compartilhar a experiência adquirida.